# .er
.er är Eritreas toppdomän. Registreringsenheten är EriTel. Domänen har funnits sedan 1996.